# Марія Багратіоні
Імператриця Марія (груз. მარიამ დედოფალი) (1053—1118) — донька грузинського царя Баграта IV, яка, стала однією з ключових фігур політичного життя Константинополя 1070-х років, сприяла приходу до влади Комнінів. 

## Життєпис
Походила з династії Багратіоні. Донька Баграта IV, царя Грузії, та Борени Аланської. Народилася між 1050 та 1053. При хрещенні отримала ім'я Марта. Відрізнялася красою. Вона вперше приїхала до Константинополя, до двору імператриці Феодори, у 1056, коли була ще дитиною. Десять років по тому її видали заміж за спадкоємця імператора Костянтина X — Михайла. Освіту здобула у Константинопольській вищій школі.
У 1067 після важкої хвороби помер імператор Візантії Костянтин X Дука. Але після смерті свого батька Михайло VII номінально став візантійським імператором. Фактична влада належала його матері — імператриці Євдокії. А остання невдовзі передала владу новому чоловікову Роману IV Діогену. Лише 1071 року Марія разом з чоловіком стає повновладною імператрицею.
У 1078 Михайла VII було повалено Никифором Вотаніатом, що став імператором. Для зміцнення свого становища він (на той час удовець після смерті дружини Вердени) бажав побратися з Марією. Остання виставила умову — оголосити її сина Костянтина спадкоємцем трону. Вотаніат погодився, але після шлюбу, слова свого не дотримав. Тоді імператриця увійшла у змову з метою повалення чоловіка. Зрештою у 1081 році імператором стає Олексій I Комнін, що був закоханий в Марію, але змушений був одружитися з Іриною Дукеною.
У 1095 помирає син Марії — співімператор Костнятин. Після цього в неї пропадає жага до життя, вона віддаляється від двору. Більше уваги приділяє підтримці церкви та монастирів. За відомістю істориків, Марія була присутня на Руїсько-Урбаніських зборах в 1104 році, які скликав її небіж — цар Давид Будівельник. Померла у 1118 році.

## Опис
Анна Комнін, автор твору «Алексіада», писала про Марію: «Маріам була високою і стрункою, як кипарис, білого як сніг, обличчя не дуже кругле, але як весняна червона троянда, що розпустилася. Вії довгі і дивовижні, очі блакитні. Рука художника часто передає різне забарвлення квітів, які дарує нам природа в різні пори року, але краса імператриці і її чарівна привабливість, її доброчесний характер - все це перевершує живопис і мистецтво. Скульптор не залишив скульптуру подібну Маріам. Кажуть, що голова Горгони перетворювала в камінь людей, глянувши на неї, але той, хто випадково міг побачити імператрицю Марію, коли вона прогулювалася, він як скам'янілий залишався в тому ж положенні, в якому зустрічався з царицею ... Це була жива скульптура, яка полонила любителів прекрасного ...».